# Willamis de Souza Silva
Willamis de Souza Silva, detto Souza (Maceió, 4 febbraio 1979), è un ex calciatore brasiliano, di ruolo centrocampista.

## Caratteristiche tecniche
Gioca come centrocampista in varie posizioni: ala, mediano, trequartista.

## Carriera

### Club
Souza iniziò la carriera nel CSA, nel 1998. Nel 2000, richiamò l'attenzione dei dirigenti del Botafogo di Rio de Janeiro e si trasferì quindi al club carioca. Paragonato a Rivaldo, Souza fu incluso nella lista per il Torneio Rio-São Paulo con il numero 10, ma non rispettò le aspettative.
Lasciato il Botafogo, giocò per altre squadre, tra cui il Portuguesa Santista. Proprio dal club paulista, il giocatore si fece notare dal San Paolo, che lo acquistò.
Nel San Paolo, guadagnò spazio da titolare dopo il trasferimento di Cicinho, che occupava il posto di terzino fluidificante destro. Souza vinse molto con il San Paolo, e tra i titoli più importanti si contano un Mondiale per club, una Coppa Libertadores e due campionati brasiliani.
Dopo cinque anni nel Tricolor Paulista, Souza si trasferì al Paris Saint-Germain, in Francia, per circa 4 milioni di euro. Debuttò in Ligue 1 contro il Le Mans, il 5 febbraio 2008, entrando nel secondo tempo.
Il 10 luglio, il Grêmio annunciò di aver acquistato con la formula del prestito il giocatore per soppiantare Roger, trasferitosi al Qatar Sports Club.
Il 3 agosto, debuttò per il Grêmio alla diciassettesima giornata del Campeonato Brasileiro Série A 2008 contro il Vitória.

## Palmarès

### Club

#### Competizioni nazionali
- Campionato Alagoano: 1

CSA: 1999
- Campionato paulista: 1

San Paolo: 2005
- Campionato brasiliano: 2

San Paolo: 2006, 2007
- Coppa di Lega francese: 1

PSG: 2008
- Campionato Carioca: 1

Fluminense: 2012

#### Competizioni internazionali
- Coppa Libertadores: 1

San Paolo: 2005
- Coppa del mondo per club: 1

San Paolo: 2005

### Individuale
- Bola de Prata: 1

2006